# Konstanza Kavrakowa-Lorenz
Konstanza Kavrakowa-Lorenz (geb. Kavrakowa; * 8. Mai 1941 in Sofia; † 21. Juli 2005 in Berlin) war eine aus Bulgarien stammende deutsche Bühnenbildnerin, Puppengestalterin und Hochschullehrerin.

## Leben und Werk
Konstanza Kavrakowa kam aus einer bulgarischen Großgrundbesitzerfamilie, die nach 1945 enteignet wurde. Ihr Stiefvater war vormals hochrangiger Offizier des bulgarischen Zaren und später Ingenieur. Ihre gebildete und kultivierte Mutter, die bis dahin Hausfrau gewesen war, wurde nach 1945 zum Broterwerb Fremdsprachenkorrespondentin im bulgarischen Außenhandelsministerium. Konstanza studierte von 1958 bis 1963 Bildende Kunst an der Nationalen Kunstakademie Sofia. Danach arbeitete sie freischaffend und schuf u. a. Buchillustrationen. Sie beherrschte schon damals mehrere Sprachen und kannte die Weltliteratur. Von 1966 bis 1970 studierte sie Puppenspielregie an der Akademie der Musischen Künste Prag. Dort lernte sie den späteren Professor im Fach Puppenspielkunst an der Hochschule für Schauspielkunst „Ernst Busch“ Hartmut Lorenz (* 1945) kennen. Mit ihm zog sie 1969 in die DDR. Sie arbeitete von 1969 bis 1972 als Ausstatterin beim Puppentheater Magdeburg, dann freiberuflich und von 1978 bis 1980 als Künstlerische Leiterin des Puppentheaters Frankfurt/Oder. Sie gestaltete Stabpuppen u. a. auch für das Puppentheater Berlin, das Puppentheater der Stadt Erfurt (das heutige Theater Waidspeicher) und die private Puppenbühne Felix Lorenz in Großröhrsdorf. Ab 1982 hatte sie eine Aspirantur für Theaterwissenschaft an der Humboldt-Universität zu Berlin, wo sie vier Jahre später zum Doktor der Philosophie und der Theaterwissenschaften promovierte. Sie veröffentlichte u. a. Essays und hielt Vorträge. Daneben war sie Lehrerin an der Schauspielschule „Ernst Busch“ in Berlin. Von 1990 bis 1993 leitete sie den Fachbereich Puppenspiel der Schule. Sie hatte nach der deutschen Wiedervereinigung wesentlichen Anteil daran, dass keine Fachbereiche der Schule geschlossen wurden.
Konstanza Kavrakowa-Lorenz war bis 1990 Mitglied des Verbands Bildender Künstler der DDR und u. a. 1977/1978, 1982/1983 und 1987/1988 in Dresden auf der VIII. bis X. Kunstausstellung der DDR vertreten.
Sie starb nach langer Krankheit und wurde auf dem Neuen Evangelischen Friedhof Weißensee in der Piesporter Straße beigesetzt.
Arbeiten von Konstanza Kavrakowa-Lorenz befinden sich u. a. in der Puppentheatersammlung Dresden.

## Rezeption
„… die Unbequeme, wollte das Puppentheater von der Verharmlosung und Verniedlichung befreien, mit der das Bürgertum es überzogen hatte.“
Anne-Jelena Schulte